# Hansol Korea Open 2011
L' Hansol Korea Open 2011 è stato un torneo di tennis giocato sul cemento all'aperto. È stata l'8ª edizione del torneo che fa parte della categoria International nell'ambito del WTA Tour 2011. Il torneo si è giocato dal 19 al 25 settembre all' Olympic Park Tennis Center a Seul, Corea del Sud.

## Partecipanti

### Teste di serie
| Giocatrice                  | Nazionalità | Ranking* | Testa di serie |
| --------------------------- | ----------- | -------- | -------------- |
| Francesca Schiavone         | Italia      | 8        | 1              |
| Marion Bartoli              | Francia     | 10       | 2              |
| Julia Görges                | Germania    | 21       | 3              |
| Dominika Cibulková          | Slovacchia  | 22       | 4              |
| Polona Hercog               | Slovenia    | 35       | 5              |
| María José Martínez Sánchez | Spagna      | 36       | 6              |
| Irina-Camelia Begu          | Romania     | 38       | 7              |
| Ekaterina Makarova          | Russia      | 43       | 8              |

- Ranking al 12 di settembre 2011

### Altre partecipanti
Giocatrici che hanno ricevuto una Wild card:
- Marion Bartoli
- Dominika Cibulková
- Kim So-jung
- Francesca Schiavone

Giocatrici passate dalle qualificazioni:

- Nicole Rottmann
- Krystina Plíšková
- Jaroslava Švedova
- Yurika Sema

## Campionesse

### Singolare
María José Martínez Sánchez ha sconfitto in finale  Galina Voskoboeva per 7-6(0),7–6(2).
- È stato il 1º titolo dell'anno per María José Martínez Sánchez, il 5° in carriera e il 1° sul cemento.

### Doppio
Natalie Grandin /  Vladimíra Uhlířová hanno sconfitto in finale per 7–6(5), 6–4  Vera Duševina /  Galina Voskoboeva